# František X. Halas

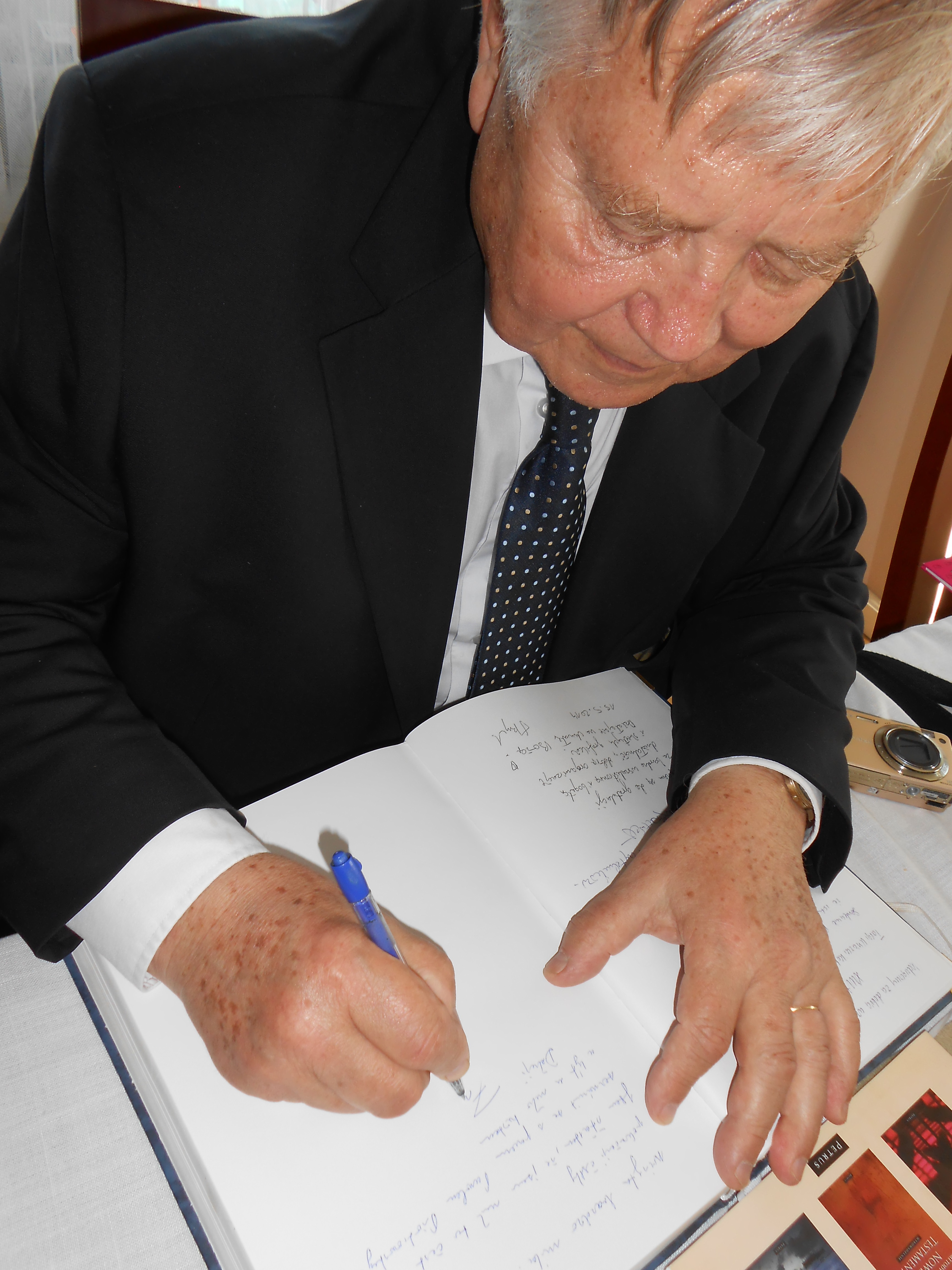
František Xaver Halas (2014)

František Xaver Halas (* 18. Oktober 1937 in Prag; † 24. November 2023) war ein tschechischer Kirchenhistoriker, Professor und Diplomat.

## Leben
František Xaver Halas, Sohn des Dichters František Halas und der Kunsthistorikerin Libuše Halasová, studierte Geschichte an der Philosophischen Fakultät der Karls-Universität in Prag und wurde dort 1970 in Philosophie promoviert. Zwischen 1967 und 1990 arbeitete er im Institut für Geschichte der Philosophischen Fakultät der Jan-Evangelista-Purkyně-Universität Ústí nad Labem und später an der Masaryk-Universität in Brünn.
Er war der letzte Botschafter der Tschechoslowakei beim Heiligen Stuhl (1990–1993) und der erste tschechische Botschafter beim Heiligen Stuhl (1993–1999).
1993 erhielt er den wissenschaftlichen Rang eines Kandidaten für Geschichtswissenschaften. Seit 1999 war er Dozent am Lehrstuhl für Kirchengeschichte und Kirchenkunstgeschichte an der Theologischen Fakultät Cyril und Methodius der Palacký-Universität Olmütz. Im Jahr 2000 wurde er im Zuge der Zusammenlegung der Fachgebiete Kirchengeschichte und Theologie zum außerordentlichen Professor für Theologie an dieser Fakultät ernannt. 2006 wurde er Professor für Kirchengeschichte. 2010 wurde er emeritiert.
In seinen Werken konzentrierte er sich vor allem auf die Kirchengeschichte, insbesondere die tschechische und moderne Geschichte, sowie auf die Geschichte der Diplomatie und der internationalen Beziehungen. Neben vielen wissenschaftlichen Aufsätzen zur Kirchengeschichte, zur tschechischen Nationalgeschichte und zur Kultur- und Bildungsgeschichte war er der Autor des Buches Fenomén Vatikán (deutsch Das vatikanische Phänomen), der umfassendsten tschechischen Monographie, die sich ausführlich mit dem Vatikan und dem päpstlichen Amt befasst.  In der Vergangenheit war er als Direktor des Diözesan-Theologischen Instituts des Bistums Königgrätz tätig.
Zusammen mit seiner Frau Dagmar Halasová leitete er die 30-jährige Übersetzungsarbeit eines fünfzehnköpfigen Teams von Bibelwissenschaftlern und Herausgebern der Jerusalemer Bibel zur tschechischen Übersetzung der Jerusalemer Bibel.